# رافاييل هيرناندو فريل
رافاييل هيرناندو فريل هو سياسي إسباني، ولد في 13 نوفمبر 1961 في وادي الحجارة في إسبانيا. نشط حزبياً في الحزب الشعبي.

## مناصب
- انتخب  (1983 – 1987).
- في 1987 Castilian-Manchegan regional election [الإنجليزية]‏، انتخب عضو برلمان قشتالة-لا مانتشا  [لغات أخرى]‏ عن دائرة Guadalajara (Cortes of Castilla–La Mancha constituency) [الإنجليزية]‏ خلال فترته النيابية ‏ (2 يوليو 1987 – 10 نوفمبر 1989).
- في الانتخابات العامة الإسبانية 2016 [الإنجليزية]‏، انتخب عضو مجلس النواب الإسباني  [لغات أخرى]‏ عن دائرة المرية [الإنجليزية]‏ وقد انضم خلال فترته النيابية  [لغات أخرى]‏ (6 يوليو 2016 – 21 مايو 2019) للكتلة البرلمانية Popular parliamentary group  [لغات أخرى]‏.
- في الانتخابات العامة الإسبانية 2015 [الإنجليزية]‏، انتخب عضو مجلس النواب الإسباني  [لغات أخرى]‏ عن دائرة المرية [الإنجليزية]‏ خلال فترته النيابية  [لغات أخرى]‏ (2 يناير 2016 – 19 يوليو 2016).
- في الانتخابات العمومية الإسبانية 2011 [الإنجليزية]‏، انتخب عضو مجلس النواب الإسباني  [لغات أخرى]‏ عن دائرة المرية [الإنجليزية]‏ خلال فترته النيابية  [لغات أخرى]‏ (29 نوفمبر 2011 – 13 يناير 2016).
- في الانتخابات العمومية الإسبانية 2008 [الإنجليزية]‏، انتخب عضو مجلس النواب الإسباني  [لغات أخرى]‏ عن دائرة المرية [الإنجليزية]‏ خلال فترته النيابية  [لغات أخرى]‏ (24 مارس 2008 – 13 ديسمبر 2011).
- في الانتخابات العمومية الإسبانية 2004 [الإنجليزية]‏، انتخب عضو مجلس النواب الإسباني  [لغات أخرى]‏ عن دائرة المرية [الإنجليزية]‏ خلال فترته النيابية  [لغات أخرى]‏ (25 مارس 2004 – 1 أبريل 2008).
- في الانتخابات العمومية الإسبانية 2000 [الإنجليزية]‏، انتخب عضو مجلس النواب الإسباني  [لغات أخرى]‏ عن دائرة المرية [الإنجليزية]‏ خلال فترته النيابية  [لغات أخرى]‏ (30 مارس 2000 – 2 أبريل 2004).
- في الانتخابات العمومية الإسبانية 1996 [الإنجليزية]‏، انتخب عضو مجلس النواب الإسباني  [لغات أخرى]‏ عن دائرة المرية [الإنجليزية]‏ خلال فترته النيابية  [لغات أخرى]‏ (13 مارس 1996 – 5 أبريل 2000).
- في الانتخابات العمومية الإسبانية 1993 [الإنجليزية]‏، انتخب عضو مجلس النواب الإسباني  [لغات أخرى]‏ عن دائرة المرية [الإنجليزية]‏ خلال فترته النيابية  [لغات أخرى]‏ (15 يونيو 1993 – 9 يناير 1996).
- في الانتخابات العامة الإسبانية 1989 [الإنجليزية]‏، انتخب عضو مجلس الشيوخ الإسباني  [لغات أخرى]‏ خلال فترته النيابية  [لغات أخرى]‏ (29 أكتوبر 1989 – 13 أبريل 1993).